# Corinne Marie Louise van Boetzelaer

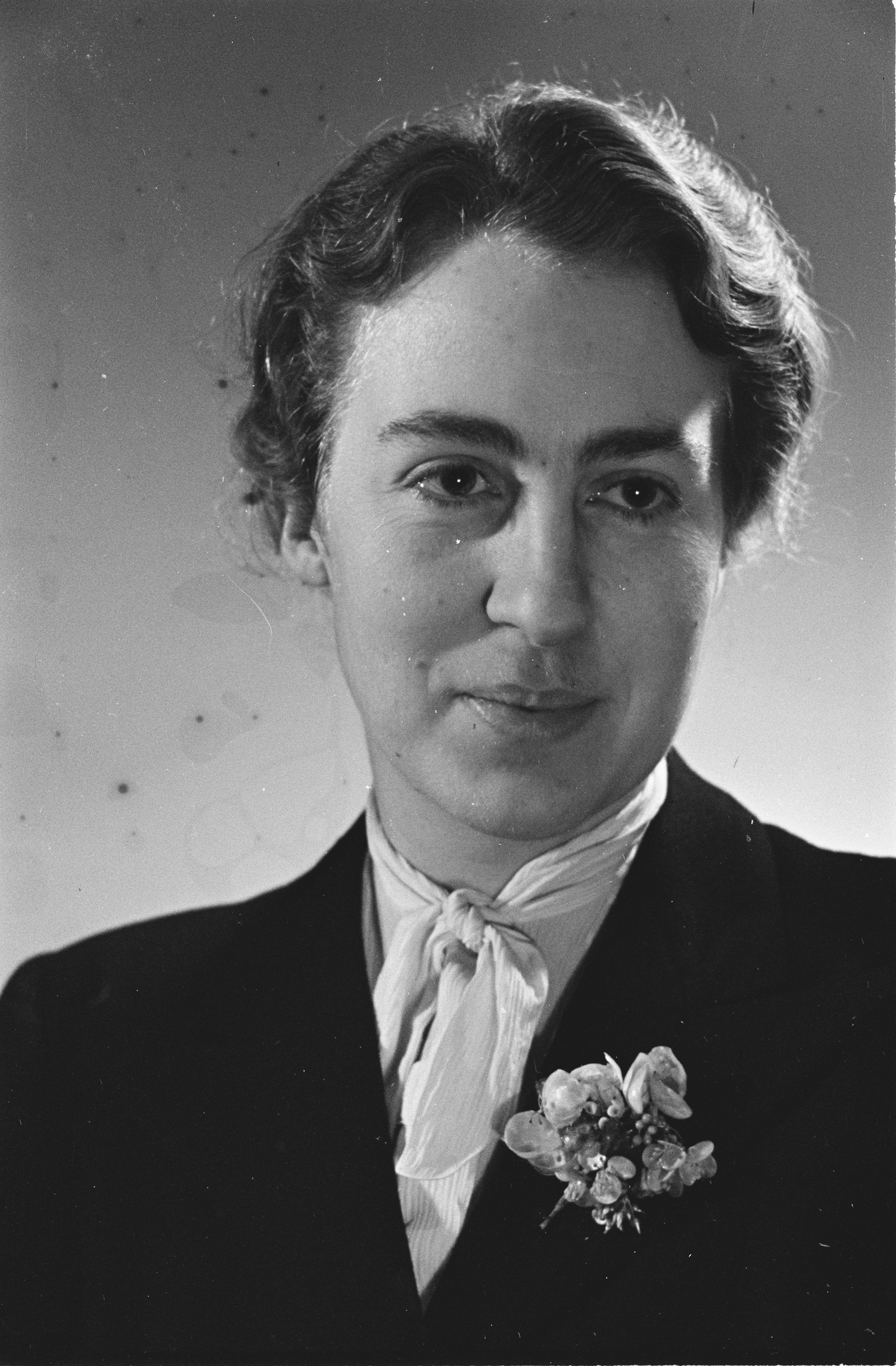
Corinne Marie Louise van Boetzelaer

Corinne Marie Louise van Boetzelaer (31. Mai 1912 in Teteringen; † 5. September 2011 in Den Haag) war die erste niederländische Marineoffizierin und Mitbegründerin der niederländischen Frauenabteilung der Marine MARVA.

## Werdegang
Corinne van Boetzelaer wurde als Tochter von Theodor Willem Baron van Boetzelaer (1862–1946), Berufsoffizier und Major der Artillerie, und Helen Corinne Margaret Baroness Collot d’Escury (1877–1965) in Teteringen in der Gemeinde Breda geboren. Sie wuchs mit ihrem jüngeren Bruder in einer niederländisch-reformierten Familie auf. 1914 zog die Familie nach Den Haag. Corinne van Boetzelaer schloss die Schule mit der Mulo-B-Prüfung ab und erhielt nach dem Besuch des Instituut Schoevers das Diplom in Stenografie und Maschinenschreiben in Niederländisch, Französisch, Deutsch und Englisch.
Ihre erste Anstellung fand sie von 1929 bis 1935 bei der Commissie voor den Nederlandsch-Zuidafrikaanschen Handel (Kommission für niederländisch-südafrikanischen Handel) in Den Haag. Ab 1936 lebte sie in Brüssel und war dort bis 1940 als Sekretärin an der niederländischen Botschaft tätig. Nach Beginn des Zweiten Weltkrieges und dem Überfall auf die Niederlande, Belgien und Luxemburg floh sie mit einigen Kollegen im Mai 1940 über Frankreich, Spanien, Portugal und Schottland nach London.

## Tätigkeit in London und Niederländisch-Indien
Zwei Monate nach ihrer Ankunft in London wurde Corinne van Boetzelaer im Juli 1940 stellvertretende Leiterin des Generalsekretariats im Außenministerium der niederländischen Exilregierung, die sich vom 13. Mai 1940 bis zum 13. März 1945 in der Stadt befand. Am 7. Juli 1942 gründete sie zusammen mit anderen Niederländerinnen den Bond van Nederlandsche Vrouwen in Groot-Brittannië (Vereinigung niederländischer Frauen in Großbritannien) und fungierte selbst als Vorstandssekretärin. Ziel der Organisation war die Bereitstellung humanitärer Hilfe während und nach dem Krieg für niederländische Landsleute.
1944 wurde Corinne van Boetzelaer von Kapitänleutnant zur See Cornelis Hellingman vom niederländischen Marineministerium in London gebeten, beim Aufbau einer Frauenabteilung der Koninklijke Marine (Königlich Niederländische Marine) mitzuhelfen und geeignete Frauen zu rekrutieren. Nachdem sie im Sommer den Women's Royal Naval Service (WRNS) der Royal Navy besucht hatte und von der guten Atmosphäre in diesem Korps beeindruckt war, stimmte sie zu und wechselte zum Marineministerium. Am 26. September 1944 stimmte das niederländische Kabinett in London mit knapper Mehrheit für die Gründung der Marine Vrouwen Afdeling MARVA (Marine-Frauen-Abteilung), und am 31. Oktober folgte der königliche Erlass. Das Korps war nur für den uniformierten, unbewaffneten Dienst an Land vorgesehen, so dass mehr Männer Dienst auf den Schiffen tun konnten. Beitreten konnten Frauen erst mit 22 Jahren für maximal drei Jahre und sie durften keine Transport- und technischen Dienste übernehmen. Erstes Mitglied der MARVA wurde Francien de Zeeuw. Mitte Januar 1945 wurde Corinne van Boetzelaer zur MARVA-Offizierin 3. Klasse ernannt und war nach ihrer Vereidigung durch den Marineminister Johannes Theodorus Furstner am 31. Januar die erste weibliche Offizierin der Koninklijke Marine. Anfang Februar 1945 wurde sie in den befreiten Süden der Niederlande geschickt, um weitere für den Dienst in der MARVA geeignete Frauen zu finden und für die Zukunft Auswahlkomitees aus kompetenten Personen zu bilden. Anders als in England, wo Frauen bereits seit dem Ersten Weltkrieg Teil der Streitkräfte waren, stieß die Gründung eines Frauenhilfskorps in den Niederlanden sowohl in der Bevölkerung als auch seitens der römisch-katholischen Kirche und des Nederlands Vrouwen Comité zunächst auf großen Widerstand. Sie befürchteten einen „Verfall der Moral“, sahen die Frauen durch die ausländische Neuheit „moralischen Gefahren ausgesetzt“ und ihre Familien „guter Haushaltshilfen beraubt“. Nach der Befreiung weitete Corinne van Boetzelaer ihre Rekrutierungsätigkeit für mehrere Monate auf das ganze Land aus.
Nach der Kapitulation Japans im August 1945 wurde Corinne van Boetzelaer als Sekretärin einer Marinedelegation nach Niederländisch-Indien entsandt, um bei der Wiederherstellung der niederländischen Behörden und Infrastruktur mitzuhelfen. Am 9. September flog sie mit einem Frachtflugzeug von York nach Colombo auf Ceylon (heute Sri Lanka) zum Hauptquartier der niederländischen Marine und zog zwei Wochen später mit weiteren Mitarbeitern nach Batavia, wo sie zusammen mit anderen „Marvas“ in einer Villa wohnte. Nachdem sie mehrere Monate in der Verwaltung der Sanierungsgesellschaft des Hafens gearbeitet hatte, wurde sie Leiterin des Schreibraums bei der Untersuchungskommission des Verhaltens des Marinepersonals von Niederländisch-Indien. Im Juli 1946 bewarb sie sich um die Stelle als Archivarin bei der niederländischen Militärmission in Japan, erkrankte aber so schwer an Malaria, dass sie diesen Plan nicht verwirklichen konnte und Ende 1946 per Schiff zurück in die Niederlande reiste.

## Leben in den Niederlanden und feministisches Engagement
Corinne van Boetzelaer zog zu ihrer Mutter nach Rheden und schied am 1. Mai 1947 aus der Marine aus. In Folge engagierte sie sich in der Frauenbewegung, mit der sie erstmals um 1931 durch einen Vortrag der Gräfin P. van Heerdt tot Eversberg-Quarles van Ufford in Kontakt gekommen war. Im Jahr 1947 wurde sie Mitglied der Vereniging voor Vrouwenbelangen en Gelijk Staatsburgerschap VVGS (Vereinigung für Fraueninteressen und bürgerschaftliche Gleichberechtigung), deren Vorstand sie von 1950 bis 1954 angehörte, und war auch im Vorstand des Nationale Vrouwenraad van Nederland (Nationaler Frauenrat der Niederlande) aktiv. Sie war an der Vorbereitung der Ausstellung De Nederlandse Vrouw 1898–1948 und der Zusammenstellung von Exponaten in der Sektion De Nederlandse vrouw in het Buitenland gedurende de Tweede Wereldoorlog 1947-1949 („Die Niederländerin im Ausland während des Zweiten Weltkriegs 1947–1949“) beteiligt, die 1948 in den Houtrusthallen in Den Haag gezeigt wurde. Zudem war sie  maßgeblich an der Gründung von Ex-Act beteiligt, der Vereinigung ehemaliger und aktiver Marvas Sie interessierte sich zeitlebens für alles, was die Gleichberechtigung von Mann und Frau betraf, war aber davon überzeugt, dass Männer und Frauen über unterschiedliche Fähigkeiten verfügten und deshalb nicht immer für die gleiche Arbeit geeignet seien.
Neben ihrem feministischen Engagement wurde Corinne van Boetzelaer Sekretärin der örtlichen Zweigstelle des Roten Kreuzes. Aufgrund ihrer Verwaltungstätigkeiten musste sie häufig in Den Haag sein, lebte aber weiterhin in Rheden. 1951 nahm sie eine bezahlte Stelle bei einem Augenarzt in Arnhem an. Etwa zu dieser Zeit lernte sie Johan Poltac Pardede (1913–1979) kennen, einen Adligen aus Sumatra, der in Den Haag im indonesischen Außenministerium arbeitete. Sie heirateten im März 1954 und kurz darauf wurde ihre Tochter geboren. Corinne van Boetzelaer lebte mit ihrer Familie für den Rest ihres Lebens in Den Haag, wo sie Anfang September 2011 starb.
Corinne van Boetzelaers Privatarchiv befindet sich im Niederländisches Institut für Militärgeschichte (NIMH), dem sie 1992 und 2002 unter anderem Artikel zur Geschichte der MARVA sowie diverse Fotos geschenkt hatte. Briefwechsel, Unterlagen zur Vorbereitung der Ausstellung De Nederlandse Vrouw 1898–1948 und weitere Fotos werden in der Sammlung des Atria, instituut voor vrouwengeschiedenis aufbewahrt. 2024 wurde im Marinemuseum in Den Helder die Ausstellung „80 jaar vrouwen bij de Koninklijke Marine“ gezeigt, die auch Corinne van Boetzelaers Wirken beleuchtete.